# Music-hall

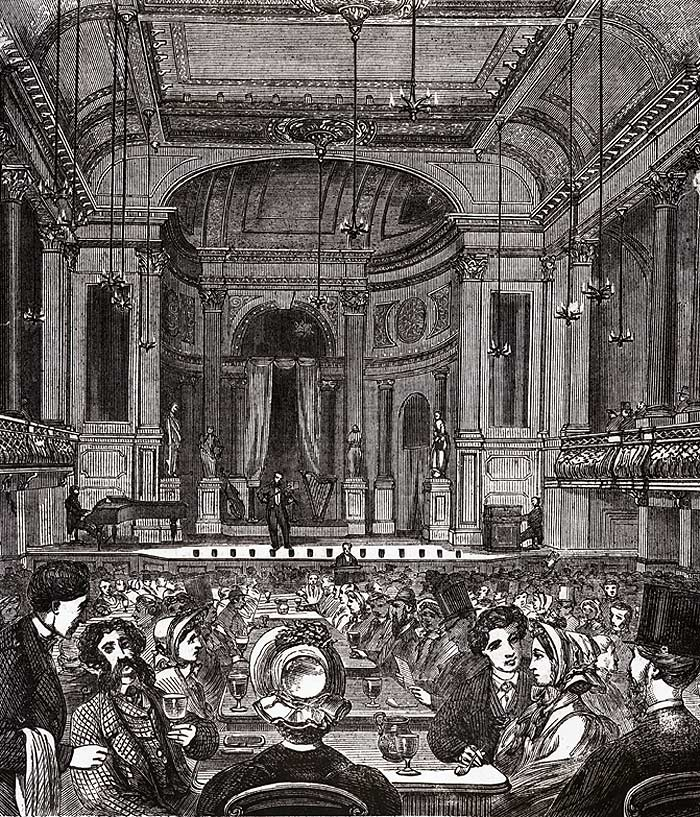
Oxford Music Hall – City of Westminster, Londyn, 1875

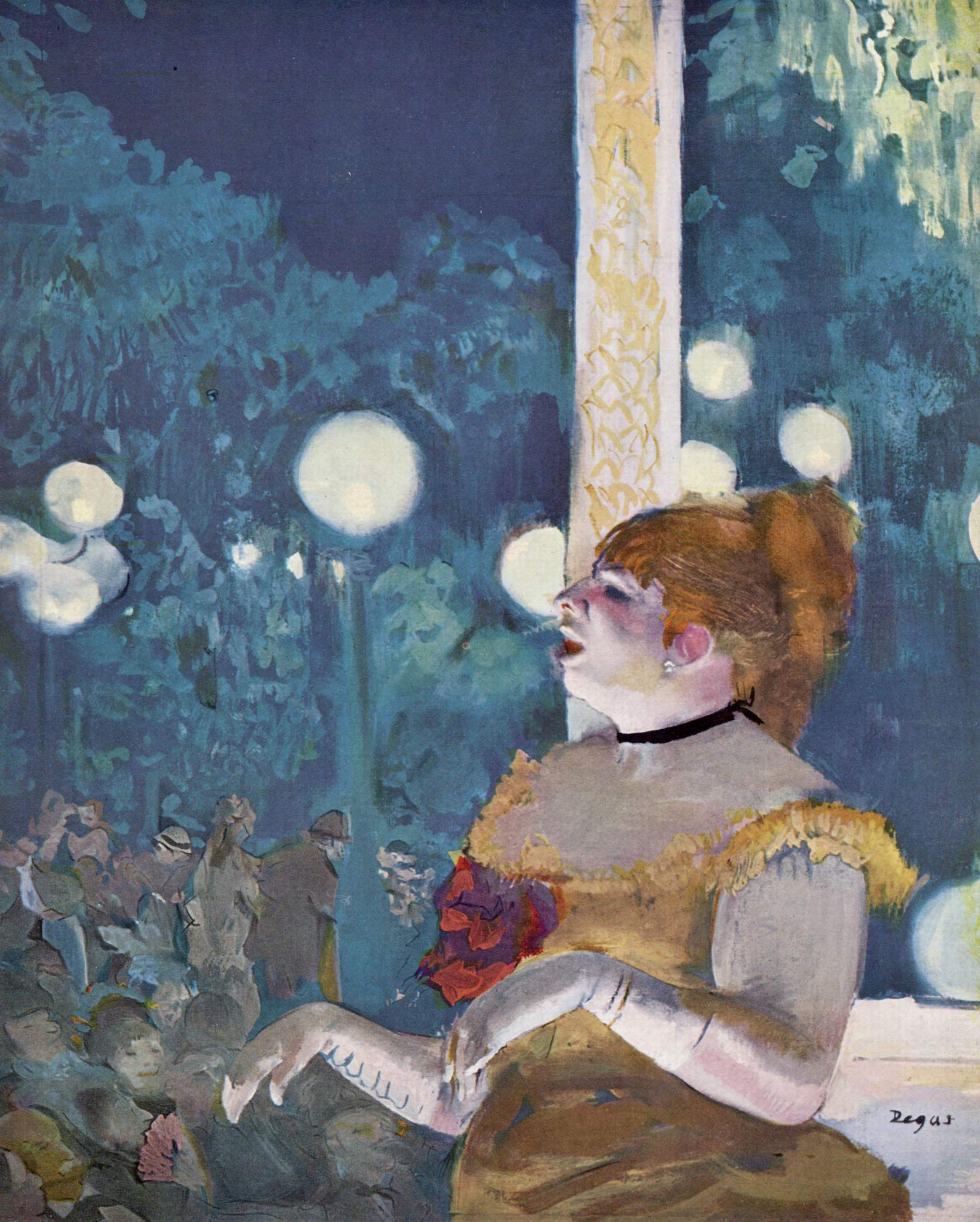
Therèse (Emma Valadon) – XIX-wieczna gwiazda music-hallu. Portret z lat 1875-1877 autorstwa Edgara Degas

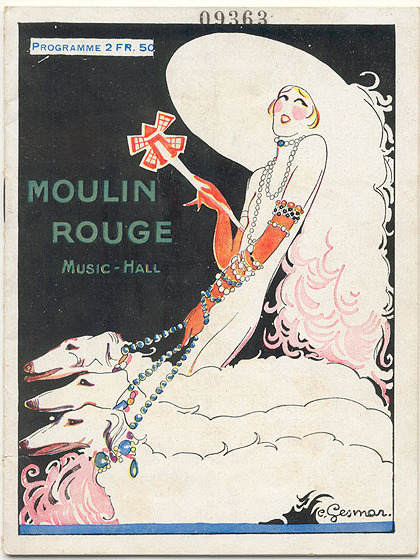
Program „Moulin Rouge Music-Hall”

Music-hall (wym. mjụ:zık ho:l) – widowisko łączące muzykę, taniec, teatr, piosenki, występy mimów, żonglerów, akrobatów, prestidigitatorów, iluzjonistów, woltyżerów, treserów, kontorsjonistów, klownów, śpiewaków, aktorów, monologistów i parodystów. Cechą charakterystyczną gatunku jest luźny, składankowy, epizodyczny charakter. Poszczególnych występów nie łączy wspólny wątek przewijający się przez cały spektakl. Nazwa „music-hall” jest także używana dla określenia teatru lub sali, w której wystawiane są takie przedstawienia, albo komedie lub wodewile.
Protoplastami music-hallu jako przedstawienia, były tawerny i winiarnie, w których od średniowiecza serwowano gościom rozrywkę opartą na występach wędrownych żonglerów i kuglarzy. Na kontynencie europejskim następcami tych lokali były kawiarnie, a w Anglii puby. We Francji wyewoluowały z nich café-chantants, a później w café-concerts (kawiarnie koncertowe), zaś w Anglii music-hall. Angielskie puby były miejscem występów pantomimów i akrobatów, zaś francuskie kawiarnie dodatkowo także ulicznych śpiewaków.
Występy odbywały się w sali muzycznej między widzami-konsumentami. Z czasem performance zostały zamknięte na scenie, a publiczność siedziała za stołami na widowni. Koszty występów pokrywała sprzedaż napojów alkoholowych. Władze brytyjskie starały się zniechęcić do tej formy rozrywki. W 1751 wprowadzono akt prawny wprowadzający wymóg uzyskiwania przez organizatorów licencji. Przepis spowodował efekt przeciwny do zamierzonego przez władze. Mniejsze puby zaczęły szukać sposobów na uniknięcie obowiązku licencyjnego i zamieniały się w kluby muzyczne, które nie podlegały pod wspomniany akt prawny. Z kolei większe tawerny, korzystając z reklamy jako licencjonowany organizator rozrywki, zaczęły dbać o scenografię i zatrudnienie muzyków, by ostatecznie przenieść działalność do bogato zdobionych wnętrz, które umożliwiały osiąganie bardziej efektownych aranżacji widowisk. Miejsce dowolnej popularnej rozrywki określane było jako „saloon”, miejsca przeznaczone na wieczory z mieszanymi zabawami nazywane były „variety” (różnorodność, rozmaitości), zaś „music-hall” stał się określeniem dla sali koncertowej przeznaczonej na występy łączące rozrywkę muzyczną i komiczną.
W XIX-wieczny wzrost populacji miejskiej przyczynił się do wzrostu zapotrzebowania na popularne formy rozrywki. Brytyjska ustawa teatralna (Theatre Regulations Act of 1843) zniosła wyłączne prawa licencjonowanych teatrów do organizowania przedstawień. Dała także przyzwolenie na podawanie alkoholu i palenie tytoniu w lokalach music-hallowych, choć zabraniała tego w licencjonowanych teatrach. W konsekwencji właściciele pubów i tawern poszerzali działalność, by przyciągnąć widzów klasy średniej i robotników.
Publiczność przedstawień music-hallowych nie była jednorodna. We Francji widownię częściej zapełniali wykwintni i bogaci klienci, podczas gdy w Anglii czy w Niemczech publiczność była bardziej zróżnicowana. Widowisko zawsze miało jednak trywialny charakter. Tawerny i puby były miejscami niezbyt przyjaznymi dla wykonawców. Publiczność głośno rozmawiała, paliła tytoń i piła alkohol. Na poszczególne „atrakcje” reagowała żywiołowo i bez oporów wyrażała swoją opinię na ich temat – ciskając butelką, starym butem, albo nawet martwym kotem. W miastach przemysłowych zdarzało się, że do występujących rzucano metalowymi nitami. W niektórych salach orkiestra była chroniona metalowymi kratkami, a butelki roznoszone przez kelnerów były przymocowane do tac.
Pierwszym wzorcem music-hallu był otworzony w Londynie w 1840 roku „Winchester Music-Hall”, później „Surrey Music-Hall”. Duża przestrzeń sceniczna była miejscem składankowego, rewiowego spektaklu, podczas którego prezentowano popisy śpiewaków, tancerzy, żonglerów, parodystów, akrobatów, prestidigitatorów, iluzjonistów, woltyżerów, treserów, kontorsjonistów, klaunów, aktorów i monologistów. Stanowili oni tzw. „atrakcje” programu, zaś głównym punktem były występy „tour de chant”, przysługującego „vedetcie”, zwanej też „diseuse”. Jedną ze słynnych XIX-wiecznych gwiazd-vedettes była Emma Valadon, która występując pod pseudonimem Therèse utrzymywała się na szczycie przez lat 40, aż do 1893 roku. Centralne miejsce rewii zajmował taniec i śpiew. Podczas występów łączone były cechy sztuki wyższej, jaką był w epoce wiktoriańskiej teatr, z pubem i teatrem rozumianym jako miejsce niższej formy rozrywki, połączonej z konsumpcją, piciem, paleniem tytoniu i korzystaniem z towarzystwa prostytutek. Music-hall był rozrywką adresowaną do ludu i drobnego mieszczaństwa.
Jednym z ojców ewoluującego music-hallu był szynkarz z tawerny Canterbury w Lambeth Charles Morton, który w 1852 zbudował w Londynie „Morton's Canterbury Hall” (lub „Canterbury Hall”). Wzniesiony obiekt mógł pomieścić 700 osób. Publiczność została zebrana za stołami, a występ odbywał się na platformie usytuowanej na końcu sali. Morton stworzył program muzyczny, łączący  klasykę i muzykę popularną. Do grona wybitnych wykonawców zaliczani byli: Albert Chevalier, Gracie Fields, Lillie Langtry, Harry Lauder, Dan Leno i Vesta Tilley. „Canterbury Hall” odniosła tak wielki sukces, że Morton zdecydował się na wybudowanie kolejnej, większej sali. Bogato zdobiona, wyposażona w żyrandole i balkon sala mieściła 1500 osób. Została otwarta w 1856 roku. Sukces Mortona spowodował lawinowy wzrost ilości music-halli. W 1875 roku w Wielkim Londynie było już 375 takich obiektów. Główne music-halle West Endu, takie jak „Palace” i „Coliseum”, zaczęły przyciągać wyższe klasy społeczne, często w wieczorowych strojach. Przedstawienia stawały się coraz bardzie wyszukane i ozdobne. Pod koniec XIX wieku przedstawienie mogło zawierać aż 20 atrakcji-aktów, a występy trwały do czterech godzin. We Francji powstały między innymi music-halle: Ba-Ta-Clan, Gaîté (zamieniony na Bobino), Folies Bergère i Le Moulin Rouge.
Formą spektaklu music-hallowego była także rewia revue à grand spectacle, która składała się z trzech części o zróżnicowanym charakterze. Na początku był występ tours de chant, pantomimów, baletu i innych „atrakcji”. Później następował występ zespołu girls, a na końcu przedstawiano lasy tropikalne, wizję antyczną lub wyspę na Pacyfiku. W rewii liczył się głównie efekt sceniczny.
Do zmierzchu popularności music-halli przyczynił się rozwój sztuki filmowej. Pod koniec lat 20. XX wieku brytyjskie teatry rozmaitości przekształcały się w sale kinowe. W okresie przejściowym właściciele lokali wprowadzali „cine-variety” – spektakle będące mieszaniną filmów i piosenek. Starali się także złagodzić spadek poprzez wydłużanie czasu dostępu rozrywki i utrzymywanie lokali otwartych już od południa do północy. Jednym z niewielu ocalałych po II wojnie światowej brytyjskich music-halli był teatr Windmill w pobliżu Piccadilly Circus w Londynie.